# Богатырёв, Николай Фёдорович
Николай Фёдорович Богатырёв (25 мая 1918, Ярки, Воронежская губерния — 8 июля 1993, Липецк) — советский партийный деятель, первый секретарь Липецкого райкома КПСС. Герой Социалистического Труда (1971).

## Биография
Родился 25 мая 1918 года в крестьянской семье на хуторе Ярки Острогожского уезда Воронежской губернии. Начал свою трудовую деятельность животноводом в колхозах Евдаковского района (сегодня — Каменский район). В 1936 году окончил Острогожский педагогический техникум, после чего был назначен директором Терновской начальной школы. 
В 1939 году призван в армию. Участвовал в сражениях советско-финской войны. С 1941 года участвовал в Великой Отечественной войне. После демобилизации в 1946 году возвратился в Евдаковский район и работал директором ФЗУ в Каменке, позднее — заведующим районного отдела народного образования и заместителем Евдаковского районного исполнительного комитета.
В 1951 году поступил на исторический факультет Воронежского педагогического института. В 1953 году направлен на партийную работу инструктором в Воронежский обком КПСС. После окончания Воронежской областной партийной школы избран в 1955 году первым секретарём Октябрьского райкома Липецкого обкома КПСС и в 1965 году — первым секретарём Липецкого райкома КПСС. В этой должности находился до 1975 года. За выдающиеся достижения при руководстве социальным и промышленным развитием Липецкого района был удостоен в 1971 году звания Героя Социалистического Труда.
В 1975 году избран секретарём Липецкого обкома КПСС. Избирался депутатом областного Совета народных депутатов.
В 1984 году вышел на пенсию. Похоронен на городском кладбище в районе Трубного завода.

## Память
- В Липецке на здании администрации Липецкого района установленная мемориальная табличка, посвящённая Николаю Богатырёву[2].

## Награды
- Герой Социалистического Труда — указом Президиума Верховного Совета СССР от 8 апреля 1971 года
- Орден Ленина — дважды.
- Орден Красной Звезды (1945)
- Орден Октябрьской Революции
- Орден Отечественной войны II степени (1985)
- Медаль «За отвагу» (1944)
- Медаль «За боевые заслуги» (1943)
- Медаль «За оборону Ленинграда» (1942)
- Медаль «За взятие Вены»